# Svetlana Pasičnik
Svetlana Pasičnik (în ucraineană Светлана Пасечник, n. 23 martie 1975, în Ovidiopol) este o fostă handbalistă ucraineană naturalizată în Croația și care a jucat pentru echipa națională a Croației pe postul de intermediar dreapta. 

## Carieră
Pasičnik a început să joace handbal în Ucraina natală, la „Inguș” Kirovohrad, unde a evoluat timp de 7 ani.
În 1998, ea a decis să joace în străinătate și a ales clubul croat RK Zvečevo Požega. După trei ani în care a apărat culorile acestei echipe, Pasičnik s-a transferat în Slovenia, la M. Degro Piran. În 2002 a revenit în Croația, unde, timp de 9 ani, a evoluat pentru echipele aflate pe primele două locuri în campionatul intern, RK Lokomotiva Zagreb și RK Podravka Koprivnica. Cu acestea ea a cucerit 7 titluri și 6 Cupe ale Croației. În 2006, Pasičnik a ajuns cu Podravka până în finala Cupei EHF.
În 2011, Svetlana Pasičnik s-a transferat în Rusia, la Zvezda Zvenigorod, cu care a jucat în același an sferturile de finală ale Cupei Cupelor EHF.
După doar un an la Zvezda, în 2012, Pasičnik s-a retras din activitate la vârsta de 37 de ani.

## Palmares
- Campionatul Croației:
  -  Câștigătoare (7): 2004, 2006, 2007, 2008, 2009, 2010, 2011

- Cupa Croației:
  -  Câștigătoare (6): 2005, 2006, 2008, 2009, 2010, 2011

- Cupa EHF
  - Finalistă (1): 2006

- Cupa Cupelor EHF
  - Semifinalistă (1): 2008
  - Sfert-finalistă (3): 2003, 2007, 2012

- Jocurile Mediteraneene
  -  Medalie de bronz (1): 2005

## Distincții individuale
- Cea mai bună handbalistă din Croația: 2005,[7] 2006,[8] 2007;[2]
- Declarată Maestru al Sporturilor în Ucraina;[2]